# Aleksander Młynkiewicz
Aleksander Młynkiewicz (ur. 8 lutego 1896, zm. 19 kwietnia 1954) – działacz PPS, kierownik PUR, trzeci powojenny burmistrz Kłodzka w latach 1947–1950.

## Życiorys
Pochodził z Podkarpacia. W młodości wstąpił do Polskiej Partii Socjalistycznej. Jeszcze przed zakończeniem II wojny światowej, po wkroczeniu Armii Czerwonej do wschodniej Polski, uczestniczył w tworzeniu struktur administracyjno-partyjnych w Przemyślu, gdzie 23 kwietnia 1945 r. został członkiem Prezydium Miejskiej Rady Narodowej.
Na początku 1946 r. został przeniesiony do Kłodzka, gdzie rozpoczął pracę w ekspozyturze Państwowego Urzędu Repatriacyjnego, zostając jego kierownikiem. Podlegały mu powiaty: kłodzki, bystrzycki, ząbkowicki, wałbrzyski, dzierżoniowski, świdnicki, strzeliński i kamiennogórski. Miał on tytuł dyrektora okręgowego (wojewódzkiego) PUR we Wrocławiu. Był odpowiedzialny za wysiedlanie ludności niemieckiej oraz osiedlanie się na tych terenach ludności polskiej. Następnie po przeniesieniu Ryszarda Pstrokońskiego do Elbląga, 5 maja 1947 r. został wybrany przez Miejską Radę Narodową na burmistrza Kłodzka
Jednocześnie awansował w strukturach partyjnych PPS, zostając 4 kwietnia 1948 r. przewodniczącym KM PPS, w miejsce Wincentego Bogaczewicza, co było związane z czystkami w szeregach partii. Niedługo potem w październiku awansował na przewodniczącego Komitetu Powiatowego. Dał się wtedy poznać jako aktywny działacz zmierzający do połączenia PPS z PPR i rzecznik utworzenia PZPR oraz dalszych czystek w strukturach partii. 28 lutego 1950 r. został odwołany ze stanowiska burmistrza Kłodzka, a następnie wykluczony z partii.